# Jean-Baptiste de La Quintinie
Jean-Baptiste de La Quintinie (1 de marzo de 1626, Chabanais - 11 de noviembre de 1688, Versalles) fue un abogado, jardinero, y agrónomo francés, creador del rol de "Jardinero del rey" en Versalles.

## Biografía
Realizó sus estudios en el colegio de los Jesuitas, en Poitiers, luego va a la Facultad de Letras, donde estudió filosofía y derecho. Profesó como abogado. Al finalizar sus estudios de derecho, en París es abogado en el Parlamento, y maestro de encargos de la reina.
Fue preceptor de los hijos del presidente de la Tribunal de Cuentas, Jean Tambonneau. Habría acompañado (mito probable porque ningún documento da fe) a sus alumnos por un « viaje de humanidades » por Italia, país muy reputado por Jardines a la italiana donde se inspiraría, y así descubrió su vocación. Visitó de viaje el Jardin des Plantes de Montpellier.
En su supuesto regreso de Italia, decidió renunciar a la barra de letrados, para dedicarse a la jardinería. Se apasionó por los autores antiguos como Plinio el Viejo y Columela, comienza con teorías y ejercicios contemporáneos, para practicar gracias al presidente Tambonneau, quien le da el jardín de su mansión situada en rue de la Universidad, París. Sus salones eran frecuentados por personalidades importantes: Luis II de Borbón-Condé (Gran Conde), Colbert, mademoiselle de Montpensier, entre otros.
Efectuó en seguida dos viajes por Inglaterra, como muchos de los jardineros franceses de la época, y mantendrá correspondencia con la Real Sociedad de Londres. Solicitado por Jacobo II de Inglaterra, rey de Inglaterra para que se ocupara de sus jardines, mas declina ese ofrecimiento y retorna a Francia.
En 1662, se casa con Marguerite Joubert, teniendo tres hijos: François-Jérôme, Michel, y Gabriel-Louis. Solo Michel le sobrevive, y hace publicar, en 1690, su tratado Instruction pour les jardins fruitiers et potagers en la que se sube al escenario, hablando de vegetales, frutales, y jardines de Sceaux, Rambouillet.

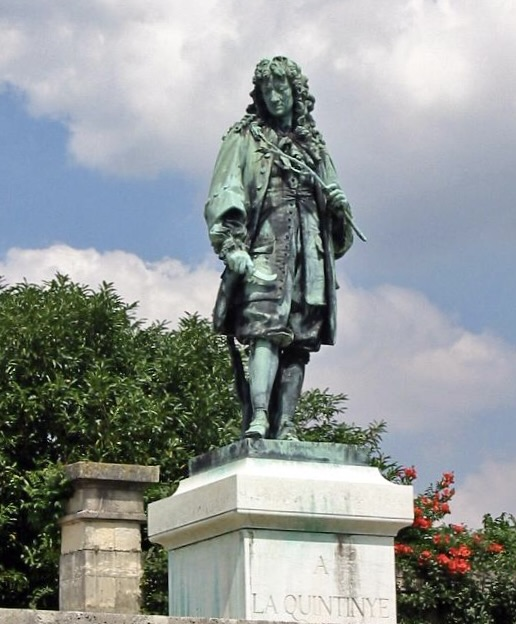
Jean-Baptiste de La Quintinie, statue au Potager du roi.

En 1661, se encarga de la Superintendencia General de Nicolas Fouquet, para gerenciar los jardines de su palacio de Vaux-le-Vicomte. Es parte de un equipo creativo que incluye también, a Le Nôtre, Le Vau et Le Brun.
El mismo año, después de la caída en desgracia de Fouquet, se le pasan todos sus servicios del rey Luis XIV. La Quintinie es el principal responsable de la gestión de la huerta creada por Luis XIV en Versailles, y proveía de fruta y de legumbres la mesa del rey.
Más tarde, y en especial en 1665, se fue encargando de los jardines de personajes famosos de la época, entre ellos, el palacio de Chantilly hogar del prínipce de Condé, a continuación de Choisy-le-Roi de Mademoiselle de Montpensier, a Rambouillet hogar del duque de Montausier, y más tarde de Sceaux al servicio de Colbert. En 1667, realiza una intervención en la antigua huerta de Versalles, de Luis XIII.
El 17 de marzo de 1670, se presenta por Colbert, a Luis XIV que lo nombra « director de los jardines frutales y jardines de todas las casas reales », cargo creado especialmente para él.
En 1678, emprende la creación de la nueva huerta del rey, finalizada cinco años más tarde, en 1683. Esa huerta aún existe, y está catalogada como Monumento histórico de Francia, desde 1921.
En 1687, en recompensa por los servicios prestados, fue nombrado caballero por Luis XIV. Fallece el 11 de noviembre de 1688, en la casa que el rey le había construido, cerca de la huerta de Versalles. Luis XIV le confió a su viuda: 

Madame, es una gran pérdida que nunca vamos a arreglar.

## Obra
Al servicio del rey, continuó la mejora de la producción de sus jardines:
- aclimatación de especies frágiles, higueras, melones
- producción de frutas y legumbres a contra estación: lechugas en enero, fresas en marzo, etc.
- precursor de cultivos de primicias: a tal efecto, puso a punto, entre otras, un sistema de cultivo bajo chasis vitrados, y campanas de cristal
- técnica del cultivo en espaldera para árbol frutal. Así, perales, melocotones, ciruelos, higueras crecen con buen calor y lejos de los vientos dominantes
- creación con lod mismos principios del invernadero, higueras para ofrecer higos primicia, a mediados de junio, y durante seis meses
- demostrar la importancia de los trasplantes en el fitomejoramiento.[4]
- refutación de tradiciones populares notablemente en lo relativo a las fases lunares.[6]

En 1690, dos años antes de su muerte, publica su Instruction pour les jardins fruitiers et potagers trayendo su experiencia y reflexiones, incluyendo los métodos de forzado de legumbres y de poda de árboles frutales.

Blasón de J.-B de la Quintinye

## Héraldica
Jean-Baptiste de La Quintinie fue ennoblecido, en 1687, por el rey Luis XIV concediéndole una patente de armas, con el siguiente blasón:
De plateado al chevron de azur acompañado, de dos estrellas iguales, y debajo un árbol de sinople.

## Posteridad
Tuvo un gran alumno, en René Dahuron.

## Honores
Anualmente, su ciudad natal Chabanais celebra a La Quintinie y sus jardineros el 1.er fin de semana de octubre.